# Coupe du monde de cyclo-cross 2017-2018
Navigation
2016-2017 2018-2019
La Coupe du monde de cyclo-cross 2017-2018 est la 25e édition de la coupe du monde de cyclo-cross qui a lieu du 16 septembre 2017 à Iowa City au 28 janvier 2018 à Hoogerheide. Elle comprend neuf manches pour les hommes et femmes élites et sept manches pour les catégories juniors et espoirs hommes, dont deux organisées aux États-Unis. C'est la troisième année consécutive que la Coupe du monde s'exile en dehors de l'Europe. Toutes les épreuves font partie du calendrier de la saison de cyclo-cross masculine et féminine 2017-2018.

## Barème
Le barème suivant est appliqué lors de chaque manche : 
| Place  | 1  | 2  | 3  | 4  | 5  | 6  | 7  | 8  | 9  | 10 |
| Points | 80 | 70 | 65 | 60 | 55 | 50 | 48 | 46 | 44 | 42 |

Les coureurs classés de la 11e à la 50e place reçoivent également des points, de 40 pour le 11e à 1 pour le 50e.
Dans les catégories espoirs et juniors, seuls les 30 premiers obtiennent des points suivant le barème : 
| Place  | 1  | 2  | 3  | 4  | 5  | 6  | 7  | 8  | 9  | 10 |
| Points | 60 | 50 | 45 | 40 | 35 | 30 | 28 | 26 | 24 | 22 |

Les coureurs classés de la 11e à la 30e place reçoivent également des points, de 20 pour le 11e à 1 pour le 30e. Seuls les 4 meilleurs résultats sont comptabilisés.

## Calendrier
| # | Date         | Course                                       |
| - | ------------ | -------------------------------------------- |
| 1 | 17 septembre | Iowa City (Jingle Cross)                     |
| 2 | 24 septembre | Waterloo (Trek CXC Cup)                      |
| 3 | 22 octobre   | Coxyde (Duinencross)                         |
| 4 | 19 novembre  | Bogense (Cyclo-Cross Bogense)                |
| 5 | 25 novembre  | Zeven (Poldercross)                          |
| 6 | 17 décembre  | Namur (Cyclo-cross de la Citadelle)          |
| 7 | 26 décembre  | Heusden-Zolder (GP Eric De Vlaeminck)        |
| 8 | 21 janvier   | Nommay (Cyclo-cross International de Nommay) |
| 9 | 28 janvier   | Hoogerheide (GP Adrie van der Poel)          |

## Hommes élites

### Résultats
| # | Date         | Lieu                                         | Vainqueur            | Deuxième             | Troisième              | Leader du classement général |
| - | ------------ | -------------------------------------------- | -------------------- | -------------------- | ---------------------- | ---------------------------- |
| 1 | 17 septembre | Iowa City (Jingle Cross)                     | Mathieu van der Poel | Laurens Sweeck       | Quinten Hermans        | Mathieu van der Poel         |
| 2 | 24 septembre | Waterloo (Trek CXC Cup)                      | Mathieu van der Poel | Corné van Kessel     | Daan Soete             | Mathieu van der Poel         |
| 3 | 22 octobre   | Coxyde (Duinencross)                         | Mathieu van der Poel | Lars van der Haar    | Wout van Aert          | Mathieu van der Poel         |
| 4 | 19 novembre  | Bogense (Cyclo-Cross Bogense)                | Mathieu van der Poel | Wout van Aert        | Toon Aerts             | Mathieu van der Poel         |
| 5 | 25 novembre  | Zeven (Poldercross)                          | Wout van Aert        | Mathieu van der Poel | Toon Aerts             | Mathieu van der Poel         |
| 6 | 17 décembre  | Namur (Cyclo-cross de la Citadelle)          | Wout van Aert        | Toon Aerts           | Mathieu van der Poel   | Mathieu van der Poel         |
| 7 | 26 décembre  | Heusden-Zolder (GP Eric De Vlaeminck)        | Mathieu van der Poel | Laurens Sweeck       | Wout van Aert          | Mathieu van der Poel         |
| 8 | 21 janvier   | Nommay (Cyclo-cross International de Nommay) | Mathieu van der Poel | Wout van Aert        | Toon Aerts             | Mathieu van der Poel         |
| 9 | 28 janvier   | Hoogerheide (GP Adrie van der Poel)          | Mathieu van der Poel | Wout van Aert        | Michael Vanthourenhout | Mathieu van der Poel         |

### Classement général
| Pos. | Coureur                | Équipe                   | IOW | WAT | COX | BOG | ZEV | NAM | HEU | NOM | HOO | Points |
| ---- | ---------------------- | ------------------------ | --- | --- | --- | --- | --- | --- | --- | --- | --- | ------ |
| 1    | Mathieu van der Poel   | Corendon-Circus          | 1   | 1   | 1   | 1   | 2   | 3   | 1   | 1   | 1   | 695    |
| 2    | Wout van Aert          | Veranda's Willems-Crelan | 14  | 7   | 3   | 2   | 1   | 1   | 3   | 2   | 2   | 585    |
| 3    | Toon Aerts             | Telenet-Fidea Lions      | 7   | 8   | 11  | 3   | 3   | 2   | 8   | 3   | 7   | 493    |
| 4    | Michael Vanthourenhout | Marlux-Bingoal           | 6   | 4   | 8   | 9   | 5   | 5   | 9   | 5   | 3   | 474    |
| 5    | Laurens Sweeck         | ERA-Circus               | 2   | 21  | 4   | 7   | 19  | 8   | 2   | 6   | 4   | 466    |
| 6    | Kevin Pauwels          | Marlux-Bingoal           | 4   | 6   | 12  | 10  | 6   | 4   | 12  | 10  | 5   | 437    |
| 7    | Corné van Kessel       | Telenet-Fidea Lions      | 12  | 2   | 14  | 6   | 4   | 6   | 6   | 18  | 12  | 428    |
| 8    | Tim Merlier            | Veranda's Willems-Crelan | 17  | 5   | 22  | 5   | 13  | 12  | 7   | 4   | 6   | 408    |
| 9    | Lars van der Haar      | Telenet-Fidea Lions      | 5   | 17  | 2   | 4   | 11  | 19  | 4   |     | 9   | 395    |
| 10   | Daan Soete             | Telenet-Fidea Lions      | 11  | 3   | 6   | 20  | 17  | 9   | 5   | 13  | 13  | 395    |

## Femmes

### Résultats
| # | Date         | Lieu                                         | Vainqueur         | Deuxième          | Troisième              | Leader du classement général |
| - | ------------ | -------------------------------------------- | ----------------- | ----------------- | ---------------------- | ---------------------------- |
| 1 | 17 septembre | Iowa City (Jingle Cross)                     | Katerina Nash     | Kaitlin Keough    | Sanne Cant             | Katerina Nash                |
| 2 | 24 septembre | Waterloo (Trek CXC Cup)                      | Sanne Cant        | Kaitlin Keough    | Ellen Noble            | Sanne Cant                   |
| 3 | 22 octobre   | Coxyde (Duinencross)                         | Maud Kaptheijns   | Sophie de Boer    | Sanne Cant             | Sanne Cant                   |
| 4 | 19 novembre  | Bogense (Cyclo-Cross Bogense)                | Sanne Cant        | Helen Wyman       | Kaitlin Keough         | Sanne Cant                   |
| 5 | 25 novembre  | Zeven (Poldercross)                          | Sanne Cant        | Helen Wyman       | Katherine Compton      | Sanne Cant                   |
| 6 | 17 décembre  | Namur (Cyclo-cross de la Citadelle)          | Evie Richards     | Nikki Brammeier   | Eva Lechner            | Sanne Cant                   |
| 7 | 26 décembre  | Heusden-Zolder (GP Eric De Vlaeminck)        | Sanne Cant        | Katherine Compton | Eva Lechner            | Sanne Cant                   |
| 8 | 21 janvier   | Nommay (Cyclo-cross International de Nommay) | Katherine Compton | Kaitlin Keough    | Pauline Ferrand-Prevot | Sanne Cant                   |
| 9 | 28 janvier   | Hoogerheide (GP Adrie van der Poel)          | Sanne Cant        | Eva Lechner       | Evie Richards          | Sanne Cant                   |

### Classement général
| Pos. | Coureuse          | Équipe                     | IOW | WAT | COX | BOG | ZEV | NAM | HEU | NOM | HOO | Points |
| ---- | ----------------- | -------------------------- | --- | --- | --- | --- | --- | --- | --- | --- | --- | ------ |
| 1    | Sanne Cant        | Corendon-Circus            | 3   | 1   | 3   | 1   | 1   | 12  | 1   | 12  | 1   | 608    |
| 2    | Kaitlin Keough    | Cylance Pro Cycling        | 2   | 2   | 8   | 3   | 11  | 6   | 16  | 2   | 5   | 501    |
| 3    | Eva Lechner       | Clif Pro Team              | 10  | 13  | 11  | 4   | 7   | 3   | 3   | 7   | 2   | 476    |
| 4    | Nikki Brammeier   | Boels Dolmans Cycling Team | 9   | 19  | 9   | 10  | 8   | 2   | 11  | 14  | 8   | 401    |
| 5    | Katherine Compton |                            | 19  | 42  | 5   |     | 3   | 4   | 2   | 1   | 22  | 400    |
| 6    | Kateřina Nash     | Clif Pro Team              | 1   | 6   |     | 6   | 4   | 7   | 14  | 11  | 20  | 396    |
| 7    | Helen Wyman       | Kona Factory Team          | 16  | 25  | 7   | 2   | 2   | 15  | 27  | 4   | 27  | 393    |
| 8    | Ellen Van Loy     | Telenet-Fidea Lions        | 12  | 7   | 12  | 5   | 23  | 11  | 8   | 9   | 15  | 375    |
| 9    | Maud Kaptheijns   | Veranda's Willems-Crelan   | 5   | 10  | 1   |     | 28  | 18  | 9   | 19  | 10  | 351    |
| 10   | Sophie de Boer    | Breepark                   | 4   | 4   | 2   | 11  | 5   | 13  | 37  |     |     | 337    |

## Hommes espoirs

### Résultats
| # | Date        | Lieu                                         | Vainqueur      | Deuxième       | Troisième         | Leader du classement général |
| - | ----------- | -------------------------------------------- | -------------- | -------------- | ----------------- | ---------------------------- |
| 1 | 22 octobre  | Coxyde (Duinencross)                         | Thomas Pidcock | Adam Ťoupalík  | Eli Iserbyt       | Thomas Pidcock               |
| 2 | 19 novembre | Bogense (Cyclo-Cross Bogense)                | Thomas Pidcock | Eli Iserbyt    | Sieben Wouters    | Thomas Pidcock               |
| 3 | 25 novembre | Zeven (Poldercross)                          | Eli Iserbyt    | Thijs Aerts    | Thomas Joseph     | Eli Iserbyt                  |
| 4 | 17 décembre | Namur (Cyclo-cross de la Citadelle)          | Thomas Pidcock | Eli Iserbyt    | Lucas Dubau       | Eli Iserbyt                  |
| 5 | 26 décembre | Heusden-Zolder (GP Eric De Vlaeminck)        | Thomas Pidcock | Eli Iserbyt    | Joris Nieuwenhuis | Thomas Pidcock               |
| 6 | 21 janvier  | Nommay (Cyclo-cross International de Nommay) | Thijs Aerts    | Yan Gras       | Joshua Dubau      | Thomas Pidcock               |
| 7 | 28 janvier  | Hoogerheide (GP Adrie van der Poel)          | Eli Iserbyt    | Thomas Pidcock | Joris Nieuwenhuis | Thomas Pidcock               |

### Classement général
NB : Seuls les 4 meilleurs résultats de chaque coureur sont pris en compte pour calculer le classement final de la Coupe du monde (ci-dessous, figurent entre parenthèses les résultats qui ne sont donc pas conservés).
| Pos. | Coureur           | COX  | BOG  | ZEV  | NAM  | HEU  | NOM  | HOO  | Points |
| ---- | ----------------- | ---- | ---- | ---- | ---- | ---- | ---- | ---- | ------ |
| 1    | Thomas Pidcock    | 1    | 1    |      | 1    | 1    |      | (2)  | 240    |
| 2    | Eli Iserbyt       | (3)  | (2)  | 1    | 2    | 2    |      | 1    | 220    |
| 3    | Thijs Aerts       | 4    | (8)  | 2    | (10) | 5    | 1    | (7)  | 185    |
| 4    | Adam Ťoupalík     | 2    | 5    | 8    | (9)  | 4    |      | (21) | 151    |
| 5    | Yannick Peeters   | (7)  | 7    | 4    | (28) | (18) | 4    | 5    | 143    |
| 6    | Sieben Wouters    | 8    | 3    | (Ab) | 4    | 6    | 16   | 11   | 141    |
| 7    | Toon Vandebosch   | 6    | 4    | 6    | (19) | (11) | (14) | 4    | 140    |
| 8    | Joris Nieuwenhuis | 11   | (16) | (Ab) | (Ab) | 3    | 7    | 3    | 138    |
| 9    | Joshua Dubau      | (28) | (10) | 5    | 6    | 9    | 3    | (18) | 134    |
| 10   | Jakob Dorigoni    |      | (22) | (Ab) | 5    | 7    | 12   | 8    | 108    |

## Hommes juniors

### Résultats
| # | Date        | Lieu                                         | Vainqueur        | Deuxième      | Troisième        | Leader du classement général |
| - | ----------- | -------------------------------------------- | ---------------- | ------------- | ---------------- | ---------------------------- |
| 1 | 22 octobre  | Coxyde (Duinencross)                         | Pim Ronhaar      | Ryan Kamp     | Tomáš Kopecký    | Pim Ronhaar                  |
| 2 | 19 novembre | Bogense (Cyclo-Cross Bogense)                | Tomáš Kopecký    | Mees Hendricx | Pim Ronhaar      | Tomáš Kopecký                |
| 3 | 25 novembre | Zeven (Poldercross)                          | Pim Ronhaar      | Tomáš Kopecký | Mees Hendricx    | Pim Ronhaar                  |
| 4 | 17 décembre | Namur (Cyclo-cross de la Citadelle)          | Loris Rouiller   | Ryan Kamp     | Ben Tulett       | Pim Ronhaar                  |
| 5 | 26 décembre | Heusden-Zolder (GP Eric De Vlaeminck)        | Tomáš Kopecký    | Jarno Bellens | Niels Vandeputte | Tomáš Kopecký                |
| 6 | 21 janvier  | Nommay (Cyclo-cross International de Nommay) | Mees Hendricx    | Ryan Cortjens | Tomáš Kopecký    | Tomáš Kopecký                |
| 7 | 28 janvier  | Hoogerheide (GP Adrie van der Poel)          | Niels Vandeputte | Jarno Bellens | Mees Hendricx    | Tomáš Kopecký                |

### Classement général
NB : Seuls les 4 meilleurs résultats de chaque coureur sont pris en compte pour calculer le classement final de la Coupe du monde (ci-dessous, figurent entre parenthèses les résultats qui ne sont donc pas conservés).
| Pos. | Coureur          | COX  | BOG  | ZEV  | NAM  | HEU  | NOM  | HOO  | Points |
| ---- | ---------------- | ---- | ---- | ---- | ---- | ---- | ---- | ---- | ------ |
| 1    | Tomáš Kopecký    | (3)  | 1    | 2    | (7)  | 1    | 3    | (4)  | 215    |
| 2    | Pim Ronhaar      | 1    | 3    | 1    | (8)  | (7)  |      | 5    | 200    |
| 3    | Mees Hendrikx    | (6)  | 2    | 3    | (6)  | (8)  | 1    | 3    | 200    |
| 4    | Loris Rouiller   | (7)  | (6)  | 4    | 1    | 5    | 5    | (12) | 175    |
| 5    | Jarno Bellens    | 4    | (5)  | 5    | (12) | 2    | (9)  | 2    | 175    |
| 6    | Niels Vandeputte | (10) | 8    | (25) | (10) | 3    | 6    | 1    | 161    |
| 7    | Ryan Kamp        | 2    | (7)  | (14) | 2    | (9)  | 7    | 7    | 156    |
| 8    | Ryan Cortjens    |      | (12) | 7    | 4    | (22) | 2    | 10   | 140    |
| 9    | Ben Tulett       | 16   | 16   |      | 3    | 4    |      | (Ab) | 115    |
| 10   | Luke Verburg     | (17) | 4    | 6    | (37) | 11   | (22) | 16   | 105    |